# Улица Генерала Горбачёва
Улица Генерала Горбачёва, ранее часть Московской улицы — улица в городе Феодосия, проходит от Проспекта Айвазовского до Московской улицы. Один из главных туристических маршрутов города. Протяжённость улицы около 600 м.

## История

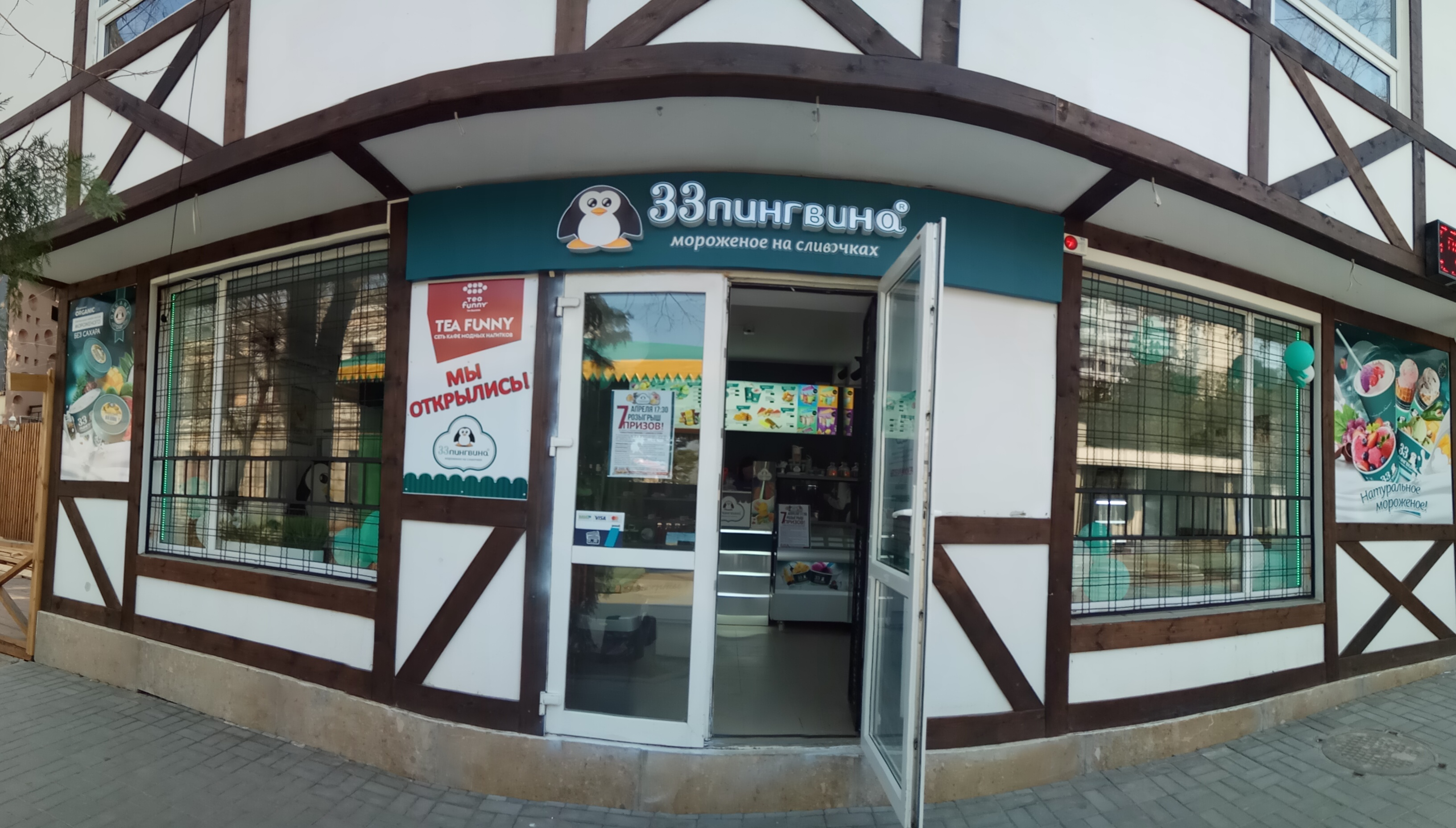
Кафе «33 пингвина»

Первоначальное название — Московская улица. Прошла по территории военного форштадта, распланированного здесь согласно утверждённому российским императором Александром I плану города Феодосии (1817). До середины XIX века местность представляла собой городскую окраину, здесь протекала река (по линии современных улиц Галерейная—Русская), в жаркое время пересыхающая, которая отделяла город, находившийся южнее, от сельскохозяйственных предместий и дач.
К западу от улицы с конца XIX века находились земли подворья Топловского монастыря, впоследствии здесь был возведён главный храм города — Казанский собор (освящён в 1911 году).
В конце XIX — начале XX века Феодосия стала популярным курортом, побережье начало застраиваться дачами состоятельных курортников. В 1890-х годах в бывшей усадьбе С. М. Броневского была построена дача К. В. Рукавишникова «Добрый приют».
В 1912 году у выхода улицы к морю банкиром Н. Б. Ратгаузом была построена дача «Аида», владелец был ценителем итальянской оперы, поэтому дом получил такое название. После установления советской власти дача «Аида» стала корпусом детского санатория «Волна».
В предвоенные годы Феодосия стала интенсивно развиваться как общенародный курорт, к 1932 году в городе работали детский санаторий Днепропетровского облздрава на 300 коек, дом отдыха Октябрьской железной дороги на 300 коек и организованный в 1939 году дом отдыха Военно-инженерной академии. В 1932 году был создан санаторий Московского военного округа на 200 коек. Территории обеих военных здравниц примыкали друг к другу, и у руководства санатория возник план их объединения со значительным расширением и благоустройством, однако этим планам помешала война, а во время немецко-румынской оккупации в 1941—1944 годах санаторному хозяйству был нанесён гигантский ущерб.
Начальник санатория Д. Н. Биденко, командированный в Феодосию сразу же после её освобождения в апреле 1944 года воспоминал: «Санаторная территория напоминала крепость. Тут проходила первая линия обороны фашистских захватчиков. Территория была отгорожена от моря железобетонной стеной, которая тянулась по набережной. Высота стены достигала трёх метров, ширина более метра. Корпуса между собой сообщались бетонированными траншеями, дверные отверстия корпусов были заложены камнем, а вход в помещение был через подвал. Парки были вырублены, их территория поросла бурьяном. Всюду воронки, траншеи, колючая проволока. Часть зданий была разрушена ещё в первые дни оккупации, остальные корпуса гитлеровцы разрушили перед своим бегством в 1944 году». Восстановление разрушенного началось уже в 1944 году. Разместившийся здесь в конце апреля эвакогоспиталь № 5069 в скором будущем планировалось сменить воссоздающимся санаторием, генеральный план и штатная структура которого были утверждены приказом Министра Обороны СССР № 198 от 19 июля 1944 года
Улица Генерала Горбачёва — современное название нижней (приморской) части Московской улицы, дано (решение о переименовании принято в 1944 году) в честь советского военнослужащего генерал-майора Вениамина Горбачёва (1915—1985), командира (с июня 1943 года) 383-й Феодосийской, Бранденбургской орденов Красного Знамени и Суворова 2-й степени стрелковой дивизии, участвовавшей в освобождении Феодосии от немецко-фашистских оккупантов и получившей почётное наименование «Феодосийской», сам Горбачёв в 1970 году удостоен звания «Почётный гражданин Феодосии», на здании бывшего кинотеатра «Украина» установлены мемориальная доска и постер о В. Я. Горбачёве.
В 2006 году у выхода улицы к пересечению с улицами Боевой и Карла Маркса открыли памятник ликвидаторам Чернобыльской аварии.
С 2013 года улица считается пешеходной.
В конце октября 2020 года ряд коммерческих заведений на улице сгорел в пожаре, разрабатываются проекты восстановления улицы

## Достопримечательности
- д. 1 / проспект Айвазовского, 39, литеры «А», «А1», «а» — бывшая дача «Аида» банкира Н. Б. Ратгауза,  Объект культурного наследия народов РФ регионального значения. Рег. № 911710936300005 (ЕГРОКН)
- д. 2 — бывшая территория дачи феодосийского губернатора С. М. Броневского, дом доходный нотариуса Мельникова  Объект культурного наследия народов РФ регионального значения. Рег. № 911710936280005 (ЕГРОКН)
- д. 2, литера «Д» — дом, где проживал феодосийский городской архитектор Г. Л. Кейль[15][16]
- д. 5 — санаторий Министерства обороны РФ, на его территории Пушкинский грот  Объект культурного наследия народов РФ регионального значения. Рег. № 911710935020005 (ЕГРОКН)
- д. 5А — Дача Бостон[17]

Памятник ликвидаторам аварии на Чернобыльской АЭС

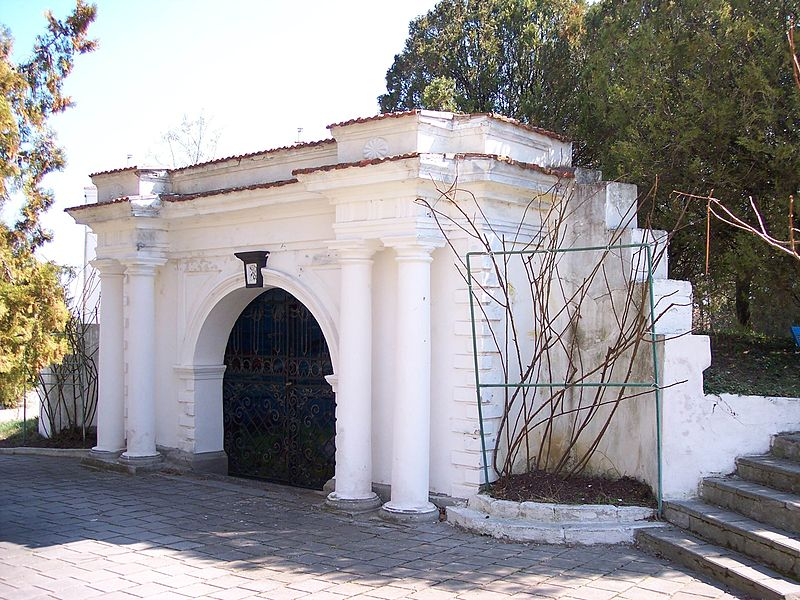
Пушкинский грот
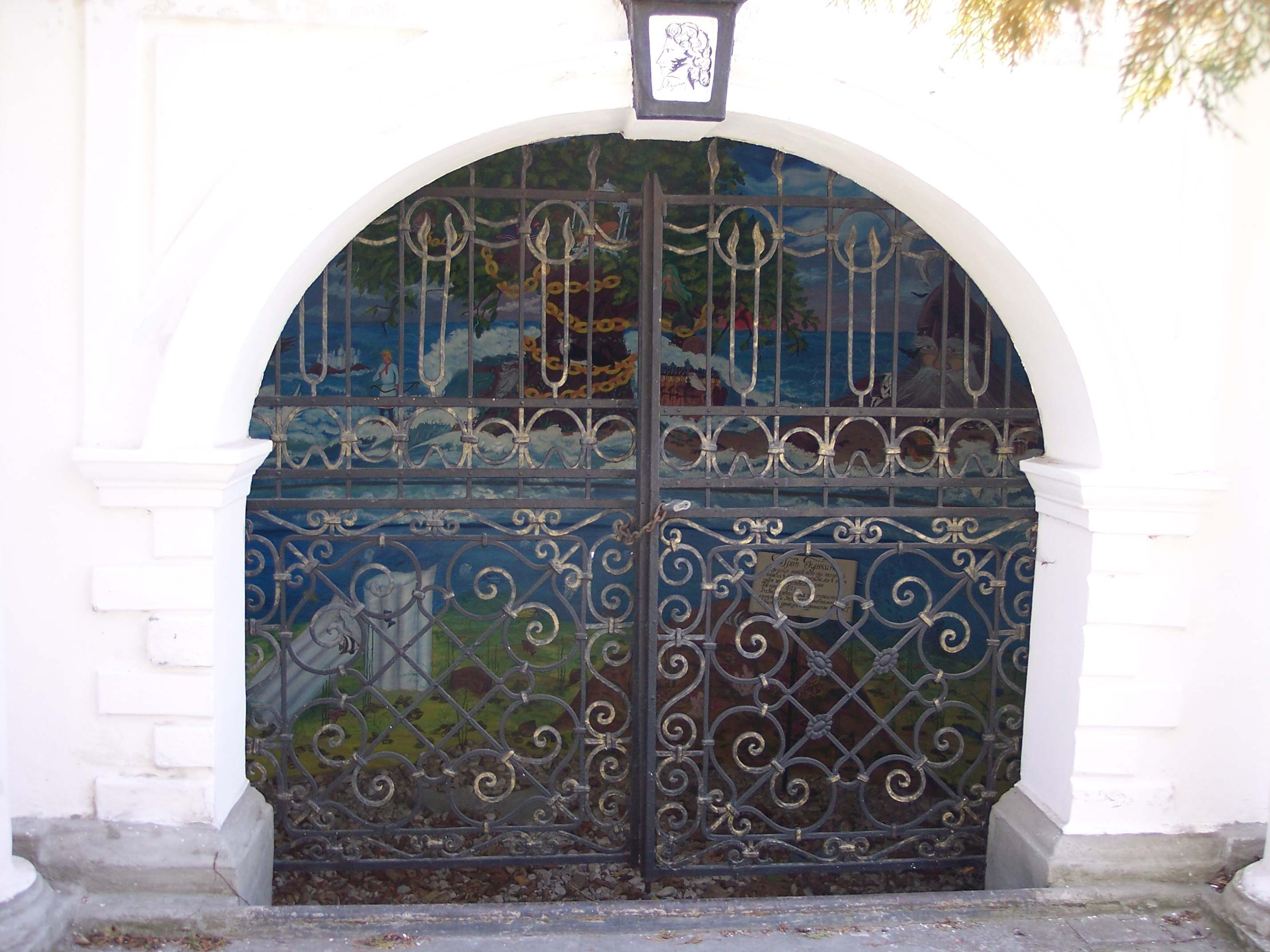
Ажурная решётка грота Пушкина

## Известные жители
Мемориальная надпись на мраморной доске у входа на территорию военного санатория (бывшая дача С. М. Броневского): «Тут 16-18 августа 1820 останавливался проездом в Гурзуф великий русский поэт Александр Сергеевич Пушкин».